# آیزاک استیونز
ایزاک اینگالس استیونز (زاده ۲۵ مارس ۱۸۱۸ – درگذشته ۱ سپتامبر ۱۸۶۲) افسر نظامی و سیاستمدار آمریکایی بود که از سال ۱۸۵۳ تا ۱۸۵۷ به عنوان فرماندار سرزمین واشینگتن و بعداً به عنوان نماینده واشینگتن در مجلس نمایندگان ایالات متحده آمریکا فعالیت کرد. در طول جنگ داخلی آمریکا، استیونز چند فرماندهی را بر عهده داشت. او همچنین نیز در نبرد Chantilly کشته شد.

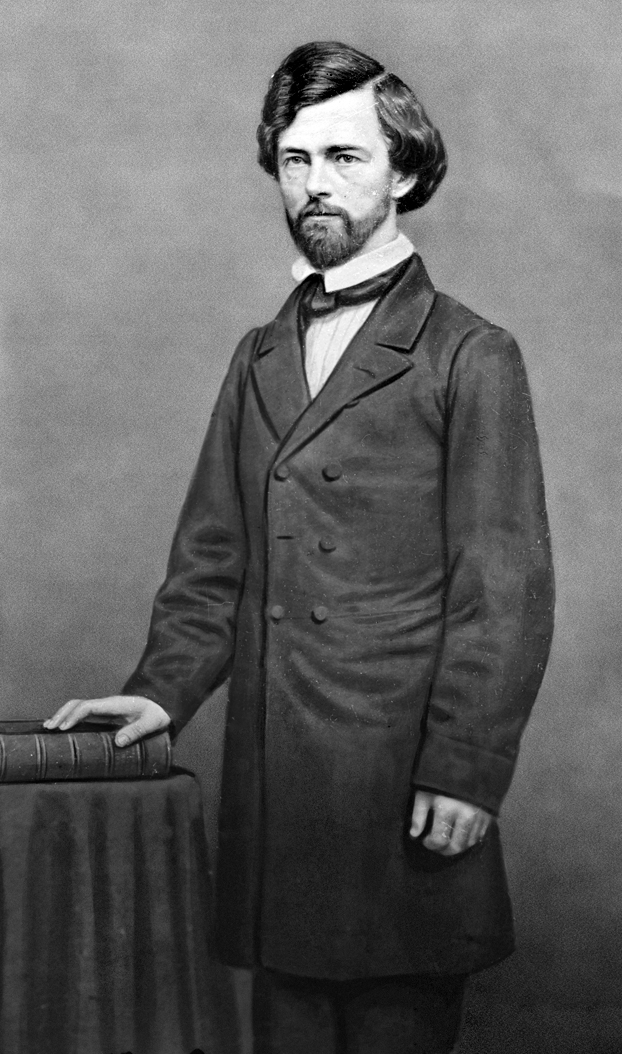
آیزاک استیونز (حدود ۱۸۵۵–۱۸۶۲)

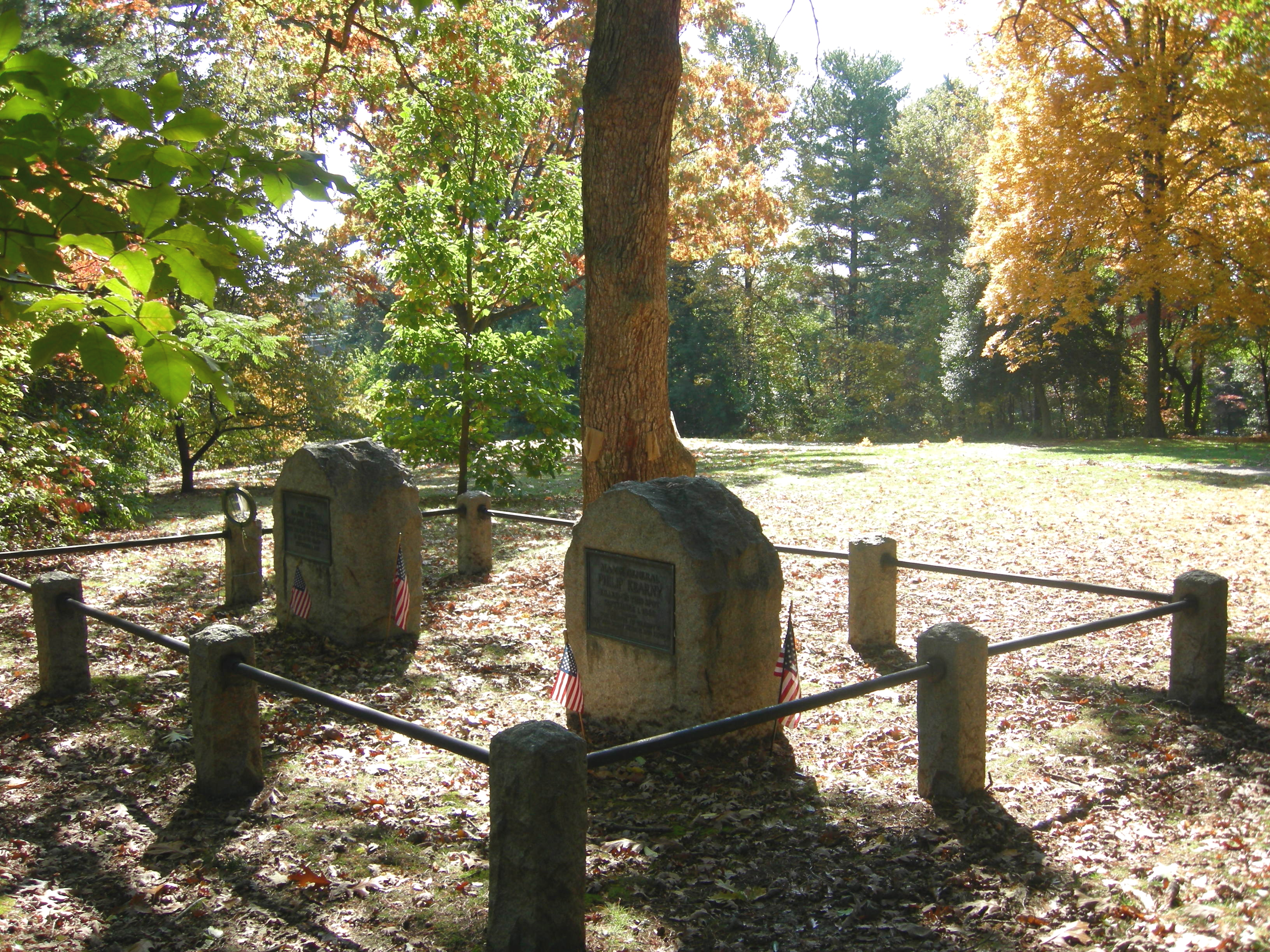
یک بنای یادبود (تصویر، سمت چپ) محل تقریبی مرگ استیونز در نبرد شانتی را نشان می‌دهد.

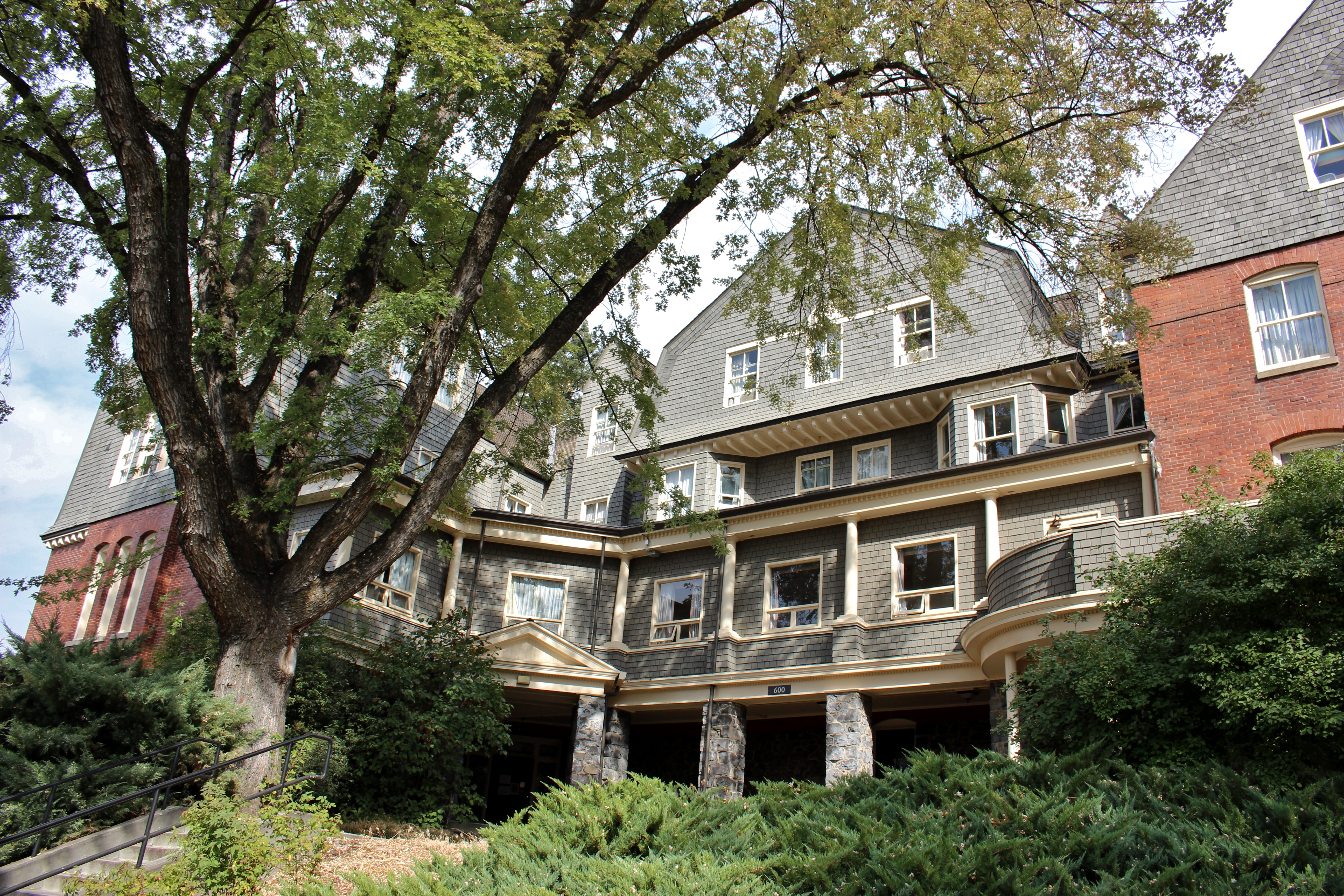
استیونز هال در دانشگاه ایالتی واشینگتن (۲۰۱۷)